# Caronno Pertusella
Caronno Pertusella (distintamente Carònn, AFI: [kaˈrɔ̃ː], e Partuséla, AFI: [perˌtyˈzɛla], in dialetto locale; Caronno fino al 1863 e Caronno Milanese fino al 1940) è un comune italiano di 18 466 abitanti della provincia di Varese in Lombardia. 
Fino al 1869 il borgo di Cassina Pertusella costituiva un comune a sé stante.

## Storia
Da Callaonum, nome romano di Caronno Pertusella, passava la via Mediolanum-Bilitio, che metteva in comunicazione Mediolanum (Milano) con Luganum (Lugano) passando da Varisium (Varese).

### Simboli
Lo stemma del Comune di Caronno Pertusella è stato concesso con regio decreto del 25 febbraio 1934.
partizione.»
Il gonfalone è un drappo troncato di azzurro e di rosso.

## Monumenti e luoghi d'interesse
- Chiesa di Santa Maria della Purificazione[11]

## Società

### Evoluzione demografica
Abitanti censiti

### Etnie e minoranze straniere
Secondo le statistiche ISTAT al 1º gennaio 2016 la popolazione straniera residente nel comune era di 1.224 persone, pari al 7% della popolazione. Le nazionalità maggiormente rappresentate in base alla loro percentuale sul totale della popolazione residente erano:
- Romania 314
- Albania 132
- Marocco 122
- Ucraina 85
- Ecuador 75
- Perù 60
- Pakistan 39
- Cina 37
- Moldavia 34
- Senegal 30

## Economia
A Caronno Pertusella hanno attualmente sede la multinazionale svedese dell'automazione Assa Abloy (la quale controlla il marchio Ditec) e la società Teva Pharmaceutical Industries

## Infrastrutture e trasporti
Il comune è servito dalla stazione ferroviaria di Caronno Pertusella, posta sulla linea Milano–Saronno e gestita da FerrovieNord. La stazione è servita dalle linee S1 e S3 del servizio ferroviario suburbano di Milano, gestito da Trenord.
Una linea di autobus, gestita da FNM Autoservizi, serve il territorio comunale di Caronno Pertusella e lo collega ai comuni limitrofi.

## Amministrazione
| Periodo | Periodo   | Primo cittadino      | Partito        | Carica  | Note |
| ------- | --------- | -------------------- | -------------- | ------- | ---- |
| 2006    | 2011      | Augusta Maria Borghi | lista civica   | sindaco |      |
| 2011    | 2016      | Loris Bonfanti       | centrosinistra | sindaco |      |
| 2016    | in carica | Marco Giudici        | centrosinistra | Sindaco |      |

### Gemellaggi
- Mossano

## Sport
Softball
La A.B. Caronno Softball è una società sportiva fondata nel 1968, militante nel campionato di A1. Ha al suo attivo la vittoria del Campionato Italiano Juniores di Baseball (1974) e due Coppe Italia di A2 di Softball (2007-2010). 
Lo stadio del softball di Caronno Pertusella, intitolato a Francesco Nespoli, primo presidente della società, ha ospitato alcune manifestazioni internazionali. Fra le altre, la 13ª edizione del Campionato Europeo di Softball (2003), la Coppa delle Coppe di Softball (2006), il Torneo Città di Caronno (il più longevo torneo di softball in Europa, nato nel 1980) e nel 2010 il record della partita di softball più lunga del mondo (120 ore consecutive).
Calcio
Ha sede nel comune la società di calcio Caronnese. Fondata nel 1932, nel 2009 si fuse con la Salus et Virtus Turate (fondata nel 1927) costituendo l'Insubria CaronneseTurate, che per la prima volta accedette alla Serie D (che è altresì il massimo livello mai raggiunto dal sodalizio). L'esperienza unificata ebbe tuttavia vita breve: a seguito della rifondazione di un club autonomo a Turate, già nel 2010 la società semplificò il nome in Insubria Caronnese e nell'estate 2011 tornò a chiamarsi Caronnese. Sede delle gare casalinghe è lo stadio comunale di Caronno Pertusella.